# 藤橋胤泰
藤橋 胤泰（ふじはし たねやす）は、戦国時代から安土桃山時代にかけての武将。相馬氏の家臣。藤橋家3代当主。金山城城代・小佐井城城代・谷地小谷城代・石上城城主。

## 経歴
永正4年（1507年）、桓武平氏繁盛流（海東平氏）標葉氏一族の泉田胤重の次男として陸奥国標葉郡にて誕生。父の従弟で同族の藤橋胤隆の娘婿となり養子に入り、藤橋家3代当主となる。
陸奥南東部の戦国大名・相馬氏に仕える。「相馬藩政史下」の戦功者氏名の所に「藤橋紀伊守胤泰、石上、谷地小谷、小佐井、金山各所城代を径す尚金山城を築きし軍功者」「伊具郡金山は伊達領の名のみにして政法及ばぬ所で相馬氏が攻め相馬領とし金山に藤橋胤泰を留め置いた」とある。この金山は荒れ果てた山城であったが、胤泰は相馬氏の命を受けて開発をし、その成果により堅固な城となり城下は整備され石高も増え相馬領の拠点となった 。
天文年間には、馬上50騎歩卒490人270貫の大身の大将であったという。
永禄年間、小佐井城の城代として八替七朗という侍が伊達輝宗の命を受け城を守っていた [要出典]。ある時、胤泰はこれを招いて宴応し、相馬に帰順するように勧めたが首を縦に振らない、そのうち八替が酒に酔って寝たところを胤泰はこれを討って、直ちに小高の相馬義胤に報告。相馬軍はいとも簡単に小佐井城を手に入れ、胤泰を城主にしたという。胤泰は伊達氏との戦では常に最前線の守備を任され、本領の居城・新山城を離れ石上に館を構え本拠地とし新地城代、小佐井城城代、金山城城代を歴任し北方を守った。
しかし後年、嫡子・胤清（金山彦四郎）や次男・胤長（石上玄番）が相次いで病死、三男・胤家（小三郎蔦之進）は新沼道海という僧侶を斬殺して恐れられたが、相馬氏により天文年間に越後国の上杉氏（長尾氏）へ預けられ、重臣の柿崎景家に仕えたため、胤泰の子らは相馬には一人もいない状況となった。その様な状況下に「伊達と相馬の境に一人残るは心細い」と相馬義胤に訴えるも「藤橋紀伊の武勇は遠く伊達まで聞こえる」と言って聞き入れてもらえず仕方なく剃髪し単身藤橋邑（現在福島県浪江町）に帰ってしまう 。相馬義胤も最初は怒ったが其れまでの胤泰の武功に免じてこれを許した。
その後、石上の居館で花を愛しながら余生を過ごし、天正7年（1579年）に死去。享年72